# Fredericton-Lincoln
Circonscription électorale provinciale du Canada
Fredericton-Lincoln est une circonscription électorale provinciale du Nouveau-Brunswick.
Elle est dissoute en 2014 au sein des circonscriptions Oromocto-Lincoln-Fredericton, Fredericton-Sud et New Maryland—Sunbury-Ouest.
Elle est recréée en 2023. Depuis les élections de 2024, elle est représentée à l'Assemblée législative par le député vert David Coon.

## Liste des députés
|  | David Coon             | Vert                      | 2024 - Présent |
|  | Circonscription abolie | Circonscription abolie    | 2014-2024      |
|  | Craig Leonard          | Progressiste-conservateur | 2010 - 2014    |
|  | Greg Byrne             | Libéral                   | 2006 - 2010    |